# H. Turner
H. Turner (fl. XX secolo) è stata una tennista australiana.

## Biografia
Durante la sua carriera giunse in finale nel doppio all'Australian Open nel 1923 perdendo contro Esna Boyd Robertson e Sylvia Lance Harper in due set (6-1, 6-4), compagna nell'occasione era Margaret Molesworth.
Nel singolare giunse in semifinale nel 1927.